# Distretto di Chilcayoc
Il distretto di Chilcayoc è uno degli undici distretti della provincia di Sucre, in Perù. Si trova nella regione di Ayacucho e si estende su una superficie di 33,06 chilometri quadrati.

Istituito il 20 marzo 1928, ha per capitale la città di Chilcayoc; nel censimento del 2005 contava 677 abitanti.